# Antti Pusa
Antti Pusa (né le 7 novembre 1988 à Käppäselkä en URSS) est un joueur professionnel finlandais de hockey sur glace. Il évolue au poste d’ailier droit.

## Biographie

### En club
Formé au TPS, Antti Pusa commence sa carrière professionnelle en Mestis avec le club de TuTo Turku lors de la saison 2007-2008. Pour sa première saison, il est sacré champion de Finlande. En 2009, il rejoint Heinolan Kiekko. Il inscrira 22 points en 41 matchs de saison régulière et 6 points en 6 matchs lors des phases éliminatoires. En 2010, Antti Pusa part jouer en France en Division 1 dans le club des Vipers de Montpellier. Après seulement 3 matchs et un total flatteur de 4 buts, 3 assistances (7 points), il est recruté par le club des Ours de Villard-de-Lans en Ligue Magnus.
En 2011, après un essai dans le club slovène du HK Jesenice qui évolue en EBEL, il est conservé au sein de l'effectif. La saison suivante, il signe avec l'EC Villacher SV pour une saison.

## Statistiques
| Saison    | Équipe                  | Ligue             |    | Saison régulière | Saison régulière | Saison régulière | Saison régulière | Saison régulière |   | Séries éliminatoires | Séries éliminatoires | Séries éliminatoires | Séries éliminatoires | Séries éliminatoires |
| Saison    | Équipe                  | Ligue             | PJ | B                | A                | Pts              | Pun              | PJ               | B | A                    | Pts                  | Pun                  |                      |                      |
| 2007-2008 | TuTo Turku              | Mestis            | 40 | 7                | 9                | 16               | 38               | 11               | 3 | 5                    | 8                    | 37                   |                      |                      |
| 2008-2009 | TuTo Turku              | Mestis            | 41 | 10               | 12               | 22               | 38               |                  |   |                      |                      |                      |                      |                      |
| 2009-2010 | Heinolan Kiekko         | Mestis            | 41 | 7                | 15               | 22               | 55               | 6                | 2 | 4                    | 6                    | 8                    |                      |                      |
| 2010-2011 | Vipers de Montpellier   | Division 1        | 3  | 4                | 3                | 7                | 4                | -                | - | -                    | -                    | -                    |                      |                      |
| 2010-2011 | Ours de Villard-de-Lans | Ligue Magnus      | 19 | 5                | 8                | 13               | 38               | 5                | 0 | 2                    | 2                    | 10                   |                      |                      |
| 2010-2011 | Montpellier             | CdF               | 1  | 0                | 1                | 1                | 2                |                  |   |                      |                      |                      |                      |                      |
| 2011-2012 | HK Jesenice             | EBEL              | 47 | 16               | 21               | 37               | 142              | -                | - | -                    | -                    | -                    |                      |                      |
| 2011-2012 | HK Jesenice             | Državno Prvenstvo | -  | -                | -                | -                | -                | 6                | 2 | 6                    | 8                    | 32                   |                      |                      |
| 2012-2013 | EC Villacher SV         | EBEL              | 45 | 8                | 25               | 33               | 74               | 7                | 0 | 3                    | 3                    | 4                    |                      |                      |
| 2013-2014 | Herning IK              | AL Bank Ligaen    | 12 | 2                | 6                | 8                | 2                | -                | - | -                    | -                    | -                    |                      |                      |
| 2013-2014 | TuTo Turku              | Mestis            | 22 | 3                | 10               | 13               | 26               | -                | - | -                    | -                    | -                    |                      |                      |
| 2014-2015 | Mallards de Quad City   | ECHL              | 28 | 6                | 9                | 15               | 73               | -                | - | -                    | -                    | -                    |                      |                      |